# نواه هوروويتز
نواه هوروويتز (بالإنجليزية: Noah Horowitz)‏ هو مؤرخ الفن أمريكي، ولد في 1979 في الولايات المتحدة.